# Lethmaster rhipidophorus
Lethmaster rhipidophorus is een kamster uit de familie Porcellanasteridae.
De wetenschappelijke naam van de soort werd in 1969 gepubliceerd door Belyaev.